# Plunderteig

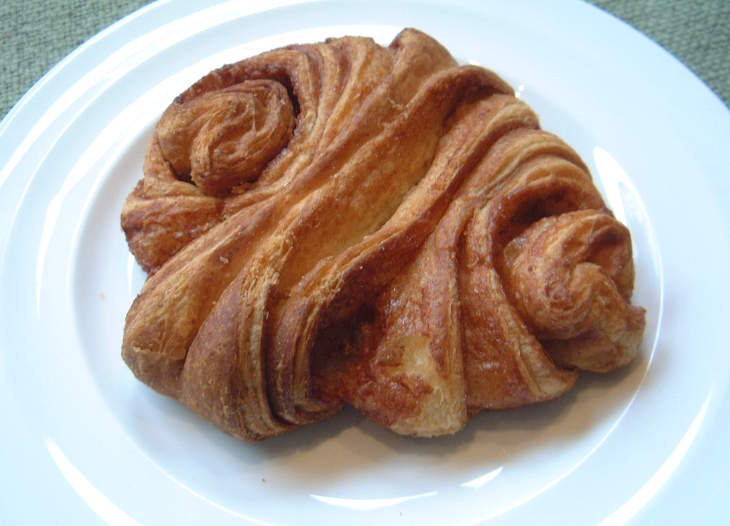
Ein klassisches Plundergebäck: Das Franzbrötchen

Plunderteig ist ein Ziehteig aus Hefeteig und einem Ziehfett wie Butter oder Margarine. Beim sogenannten Tourieren wird das Ziehfett entweder warm (Deutscher Plunder) oder kalt (Dänischer/Kopenhagener Plunder) in mehreren Falt- und Ausrollvorgängen in den Teig eingearbeitet. Das von der Backhefe bei der Gärung gebildete Kohlenstoffdioxid bildet Poren im Teig und lässt ihn aufgehen. Beim Ausbacken führt schließlich der von den Fettschichten eingeschlossene Wasserdampf zu einer weiteren Teiglockerung.
Klassische Backwaren aus Plunderteig sind Franzbrötchen, Quarktaschen, Puddingschnecken, Kopenhagener, Nusskipfel, Bamberger, Kissinger, Croissants oder Pains au chocolat. Plundergebäck bzw. Plunderstücke zählen zu den feinen Backwaren.
Der Name Plunder leitet sich vom Pludern oder Plustern ab, was so viel wie aufgehen oder aufbauschen bedeutet. Im Englischen werden Plundergebäcke als Danish oder Danish pastry bezeichnet, während man im skandinavischen Sprachraum den Begriff Wienerbrot für Plundergebäck nutzt.

## Anforderungen
Das Deutsche Lebensmittelbuch legt in den Leitsätzen für Feine Backwaren Anforderungen für Plunder und Dänischen Plunder fest:
- Plunder enthält mindestens 30 % Butter (oder die entsprechende Menge Milchfetterzeugnisse oder Margarine oder praktisch wasserfreie Fette), also 30 kg bezogen auf 100 kg Getreideerzeugnisse und/oder Stärken.
- Dänischer Plunder (auch Kopenhagener) enthält mindestens 60 % Butter (oder die entsprechende Menge Milchfetterzeugnisse oder Margarine oder praktisch wasserfreie Fette), also 60 kg bezogen auf 100 kg Getreideerzeugnisse und/oder Stärken.

Das österreichische Lebensmittelbuch legt für Pludergebäck (Plunderteigbackwaren) fest, dass mindestens 25 % Fett (250 g auf 1000 g) in den Grundteig eingezogen werden müssen (im Grundteig enthaltenes Fett zählt also nicht dazu). In das Tourierfett eingearbeitetes Mehl zählt zum Grundteig.

## Tourieren

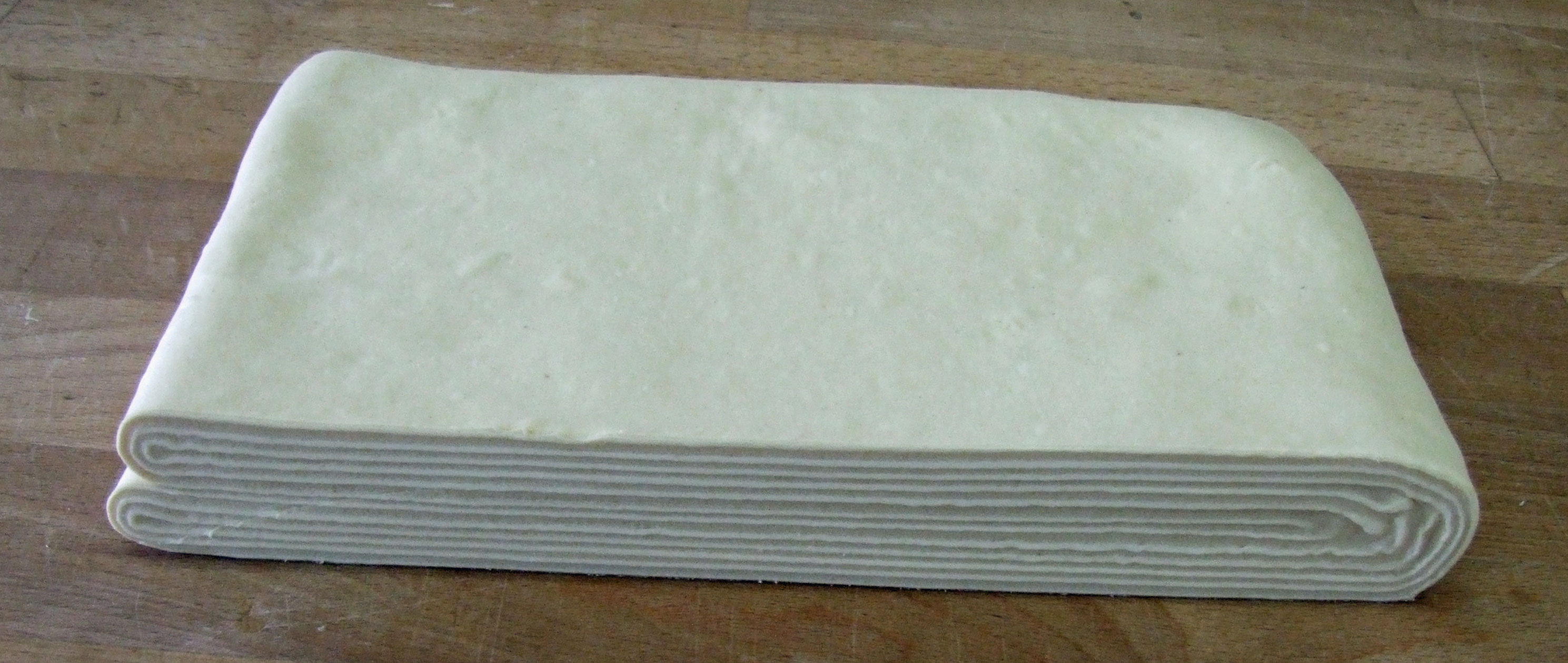
Tourierter Plunderteig im Anschnitt

Je nach Plunderart sind unterschiedliche Touren für ein optimales Ergebnis erforderlich. Man unterscheidet einfache und doppelte Touren. Bei der einfachen Tour wird 1/3 des Teiges zur Mitte hin eingeschlagen und von oben das andere Drittel darüber gefaltet, es entstehen drei Lagen Teig. Bei der doppelten Tour wird der Teig von beiden Seiten zur Mitte eingeschlagen und dann in der Mitte übereinander gefaltet. Hier gibt es dann vier Lagen Teig.
Der deutsche Plunder hat den geringsten Fettanteil und bedarf zweier einfacher Touren bei einer Teigtemperatur von 28 °C.
Der dänische sowie der Kopenhagener Plunder haben einen größeren Fettanteil und müssen deshalb kalt (12 °C) bearbeitet werden. Der dänische Plunder soll dabei drei einfache Touren, der Kopenhagener drei einfache und eine doppelte Tour bekommen.
Nach jeder Tour sollte der Teig gut in Folie verpackt mindestens 30 Minuten im Kühlschrank ruhen, damit sich der Teig entspannen kann.
Sind alle Touren durchgeführt worden, lässt man den Teig wiederum in Folie verpackt 1–2 Stunden ruhen. Danach kann der Teig je nach Gebäck verschieden dick ausgerollt und zu den jeweils gewünschten Gebäckstücken verarbeitet werden.

## Typisches Plundergebäck

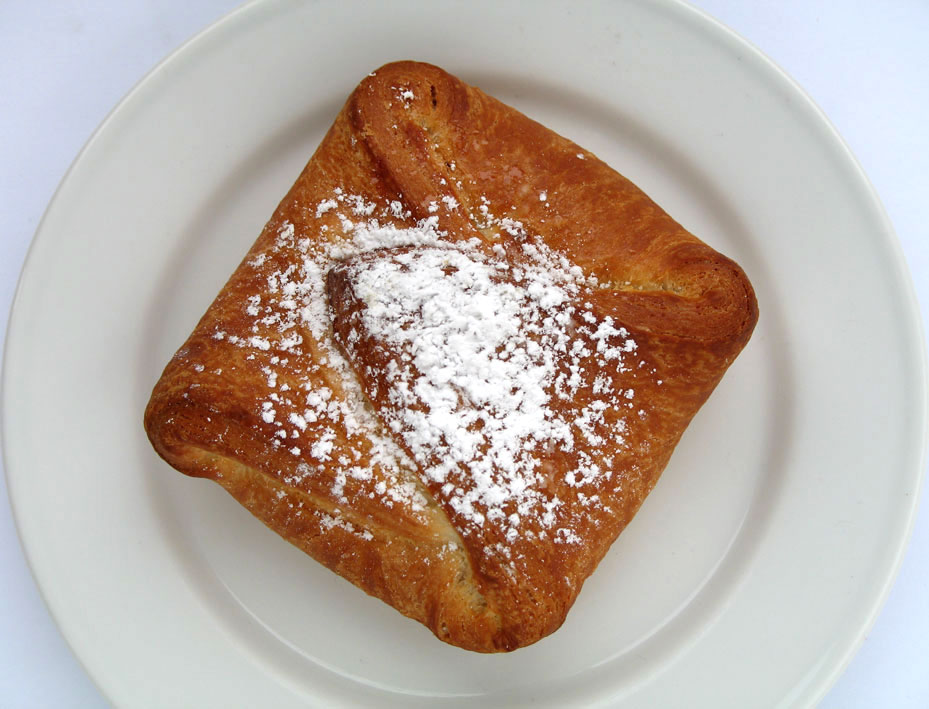
Quarktasche/Topfenkolatsche
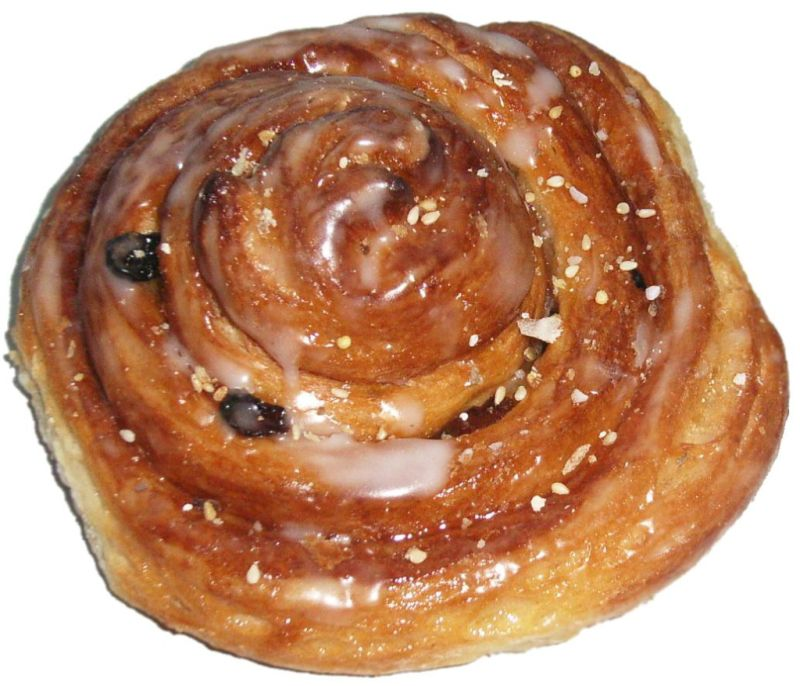
Rosinenschnecke
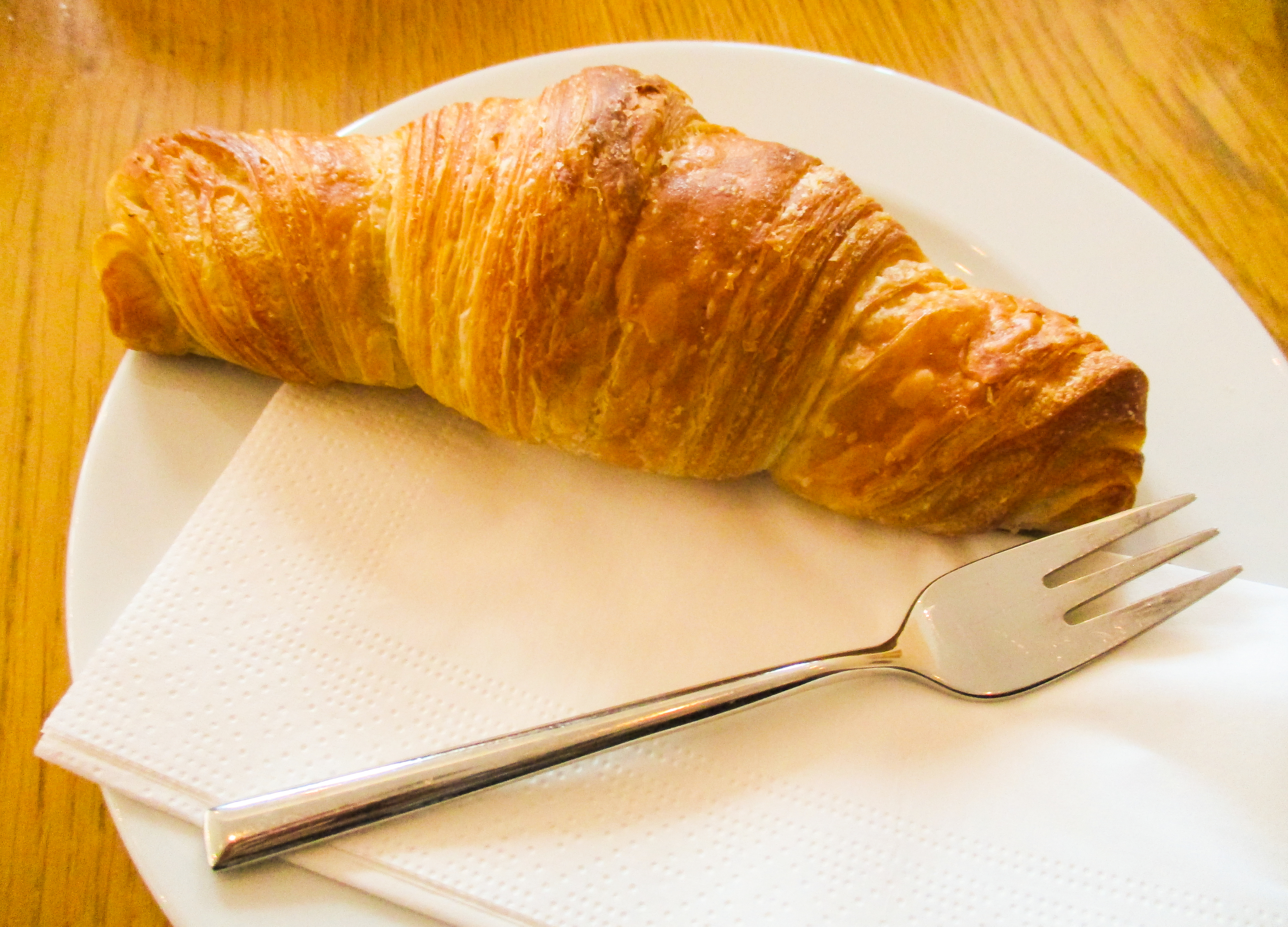
Croissant